# Казълдере
Казълдере или Горно Казълдере е река в Северна България, област Търговище – общини Антоново и Омуртаг, ляв приток на Голяма река, от басейна на Янтра. Дължината ѝ е 22 км.
Казълдере извира под името Черна река на 745 м н.в. от Лиса планина, южно от село Глашатай, община Антоново. Тече в източна посока в дълбока долина със стръмни десни и полегати леви склонове. Югоизточно от село Илийно, община Омуртаг завива на север, преминава през язовир „Царевци“, пресича шосето София – Варна и заедно с Голяма река се влива в югоизточната част на южния ръкав на язовир „Ястребино“, на 340 м н.в.
Площта на водосборния басейн на Казълдере е 63 км2, което представлява 7,3% от водосборния басейн на Голяма река.
Реката има продължително лятно-есенно маловодие. Водите ѝ се използват за напояване.
По течението на реката има три села:
- Община Антоново – Глашатай;
- Община Омуртаг – Царевци, Камбурово.[1]

## Топографска карта
- Лист от карта K-35-29. Мащаб: 1 : 100 000.